# Kurt Schumacher
Kurt Ernst Carl Schumacher, född 13 oktober 1895 i Culm, Västpreussen, död 20 augusti 1952 i Bonn, var en tysk politiker (socialdemokrat).
Schumacher var partiordförande i Tysklands socialdemokratiska parti (SPD) 1946-1952 och ordförande för SPD:s förbundsdagsgrupp 1949-1952. Schumacher var den stora kontraheten till Konrad Adenauer under Bonnrepublikens första år. 1933-1945 satt Schumacher i koncentrationsläger och hans hälsa försämrades kraftigt. Trots detta kunde han efter kriget spela en stor roll i skapandet av den västtyska demokratin. 

## Biografi
Schumacher föddes och växte upp i Culm i Västpreussen som son till köpmannen Carl Schumacher och hans fru Gertrud född Meseck. Schumacher växte upp i ett hem där fadern var politiskt aktiv och kom tidigt att intressera sig för socialdemokratin och bli anhängare av den. Han gick i en skola med båda tyska och polska elever. När första världskriget bröt ut anmälde sig Schumacher frivilligt, men skadades och tvingades amputera ena armen. 

### Socialdemokraten Schumacher
Schumacher kom efter sina juridikstudier att ställa hela sitt liv i den tyska socialdemokratins tjänst. Innan 1933 var han redaktör för en partitidning och lantdags- och riksdagsledamot. Han gick med i SPD 1918 som en av få akademiker i partiet. 1920 blev han politisk redaktör för SPD:s tidning i Stuttgart Schwäbische Tagwacht. Under sin tid i Stuttgart blev han känd som talare och tidig motståndare till nazisterna. Han tog även avstånd till KPD som han såg som ett parti utan interndemokrati, styrt från Moskva och genom sina aktioner en av orsakerna till nazisterna uppsving i den polariserade tyska politiken. 
1924 tog han plats i lantdagen i Württemberg och 1930 blev han ordförande för SPD i Stuttgart. Han blev invald i riksdagen 1930 och senare medlem av SPD:s riksdagsgrupp. Efter nazisternas maktövertagande förbjuds SPD och 6 juli 1933 greps Schumacher i Berlin sedan han deltagit i ett hemligt socialdemokratiskt möte i Schwarzwald.
1933-1945 satt Schumacher i koncentrationsläger och hans hälsa försämrades kraftigt. Han satt i Heuberg, Oberer Kuhberg, Dachau och Flossenbürg. Svårt sjuk släpptes han 1943 men fängslades återigen efter 20 juli-attentatet 1944. Han satt åter i fängelse 24 augusti-20 september 1944, först i Gestapofängelset Ahlem och senare i Neuengamme utanför Hamburg.

### Återuppbyggandet av SPD
Trots detta kunde han efter kriget spela en stor roll i skapandet av den västtyska demokratin. Han motsatte sig energiskt kommunisternas krav om en parti- sammanslagning enligt det östtyska enhetspartiets mönster.  1945 utsågs han till partiledare och kom att prägla västtysk politik samt vara den drivande kraften i återuppbyggandet av SPD. Vid det första valet till förbundsdagen 1949 valdes Schumacher in men SPD förlorade valet gentemot CDU/CSU och Konrad Adenauer blev förbundskansler. 
Schumacher intog nu rollen som oppositionsledare, en roll som han formade till att vara konstruktiv i motsats till hur den fungerat tidigare i det tyska parlamentet. Schumacher såg det som en viktig uppgift att skapa en opposition som skulle kunna ta över som regeringsparti och var emot skapandet av en stor koalition. 1949 kandiderade Schumacher till förbundspresidentämbetet men förlorade mot FDP:s Theodor Heuss. 
Inom socialdemokratien företrädde han en starkt nationell linje. Han angrep förbundskansler Adenauers politik i fråga om Västtysklands remilitarisering och deltagande i det europeiska samarbetet på grundval av kompromisser med Frankrike, då han ansåg att denna politik skulle försvåra en återförening av Tyskland. Utmärglad och kroppsligt försvagad avled Schumacher i Bonn 1952. Schumacher efterträddes som partiledare av Erich Ollenhauer. 
Kurt Schumachers politiska mål var ett demokratiskt och socialistiskt, återförenat Tyskland. Tyskland skulle så snabbt som möjligt återfå sin självständighet och ta en plats bland Europas fria folk.